# Prelesje (gmina Gorenja vas-Poljane)
Prelesje – wieś w Słowenii, w gminie Gorenja vas-Poljane. W 2018 roku liczyła 76 mieszkańców.